# Darite
 (février 2024).
Darite est un village des Cornouailles, en Angleterre. Le village fait partie de la paroisse civile de St Cleer.